# Penitenciaría de los Estados Unidos, Marion

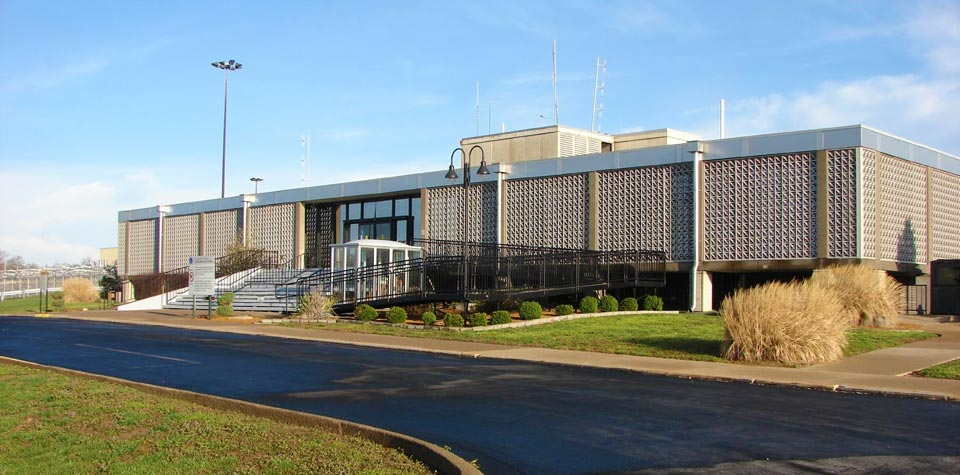
USP Marion

Penitenciaría de los Estados Unidos, Marion (United States Penitentiary, Marion o USP Marion) es una prisión federal en el Condado de Williamson, Illinois, Estados Unidos, cerca de Marion. Como parte de la Agencia Federal de Prisiones (BOP por sus siglas en inglés), se construido en 1963. Tenía el apodo "New Alcatraz" (Nueva Alcatraz), porque era la sustitución de la Prisión Federal de Alcatraz, que se cerró en 1963.